# Rivolta serba del Banato
La rivolta del Banato fu una ribellione organizzata e supportata dal vescovo serbo ortodosso Teodoro di Vršac e dal comandante militare Sava Temišvarac contro gli ottomani nell'Eyalet di Temeşvar.
La rivolta scoppiò nel 1594, nella fase iniziale della lunga guerra turca, e coinvolse circa 5 000 serbi, i quali riuscirono a conquistare rapidamente diverse città della regione, tra cui Vršac, Bečkerek, Lipova, Titel e Bečej. La dimensione di questa rivolta è illustrata dal versetto di un poema epico serbo: "Tutto il paese si è ribellato, seicento villaggi si sono alzati, ognuno punta la sua pistola contro il sultano".
La ribellione assunse soprattutto il carattere di una guerra santa, come dimostra il fatto che i serbi portavano bandiere con l'immagine di Sava di Serbia, santo nazionale serbo. Koca Sinan Pascià, che guidava l'esercito ottomano, ordinò invece di alzare la bandiera verde contenente la calligrafia islamica portata da Damasco in opposizione al vessillo cristiano serbo. Inoltre Sinan, deciso a smorzare la morale dei rivoltosi, decise di bruciare i resti corporali di Sava per vendetta.
Alla fine, l'insurrezione fu sedata e la maggior parte dei serbi di questa regione, temendo ritorsioni ottomane, fuggì in Transilvania, lasciando la regione del Banato deserta. Le autorità ottomane, però avevano bisogno di popolazione per coltivare la fertile terra del Banato, promettendo clemenza a tutti coloro che sarebbero tornati. La popolazione serba pertanto tornò in massa nella regione ma il vescovo Teodoro Nestorović e gli altri capi militari vennero catturati e scorticati vivi. Nonostante la breve durata, tale insurrezione ne fomentò nuove in epoca successiva e fu una delle tre più estese nella storia ottomana.

## Contesto storico
Il regno di Solimano I è forse il meglio documentato della storia ottomana: tra il 1551 e il 1552, tra le ennesime conquiste da lui effettuate rientra quella del Banato di Serbia. Al termine del suo dominio, erano esplosi costanti conflitti che avevano indebolito l'economia turca. La crisi non fu solo commerciale: vennero infatti coinvolti anche i funzionari statali, divenuti in breve tempo poveri, con la conseguenza che la loro paga in akçe risultò talmente scarsa che furono frequenti fenomeni di corruzione e tangenti. I cambiamenti coinvolsero a macchia d'olio tutto l'impero ottomano, compresa Istanbul nel gennaio 1593, evento che spinse il palazzo ottomano a considerare l'idea di trovare un nuovo nemico per avviare una nuova guerra di conquista e sviare temporaneamente i problemi. La popolazione (rayah, al singolare raja) nel sangiaccato di Çanad soffrì particolarmente in questo periodo, a partire dal 1560. I sipahi costrinsero i contadini a sfamare anch'essi, imponendo di propria volontà il pagamento di alcune tasse ai locali, nonostante le leggi impedissero loro tale prerogativa. Anche gli esattori delle tasse abusarono della loro carica, fissando tributi più elevati. I bey e i vojvode (capi cristiani) usarono le case, gli attrezzi e gli animali della popolazione oltre ad effettuare pasti presso di essi gratuitamente, cosa che alla fine fu impedita da Istanbul. Una siffatta situazione comportò una massiccia migrazione della popolazione in Transilvania nel 1583. I registri mostrano il peggioramento delle condizioni di vita della popolazione e un'inflazione galoppante. In base alle fonti ottomane, i principali iniziatori e figure di spicco dell'insurrezione appartennero in passato alla fazione cristiana nel servizio militare ottomano. Dopo la conquista ottomana di Gyula nel 1566, questi iniziarono a perdere i loro privilegi e divennero membri della classe inferiore (raja); alcuni si trasferirono in Transilvania e nelle zone di frontiera dell'impero, altri restarono e un terzo gruppo, abbastanza numeroso, si unì alle bande di aiduchi.
La sconfitta degli ottomani nella battaglia di Sisak (22 giugno 1593) e l'esito incerto dei combattimenti nell'Alta Ungheria all'inizio della lunga guerra turca (1593–1606) innescarono problematiche interne e misero a repentaglio il dominio ottomano nei principati vassalli della Transilvania, della Valacchia e della Moldavia. Questa serie di eventi contribuì a creare le condizioni per l'insurrezione serba del 1594.

## Primi scontri

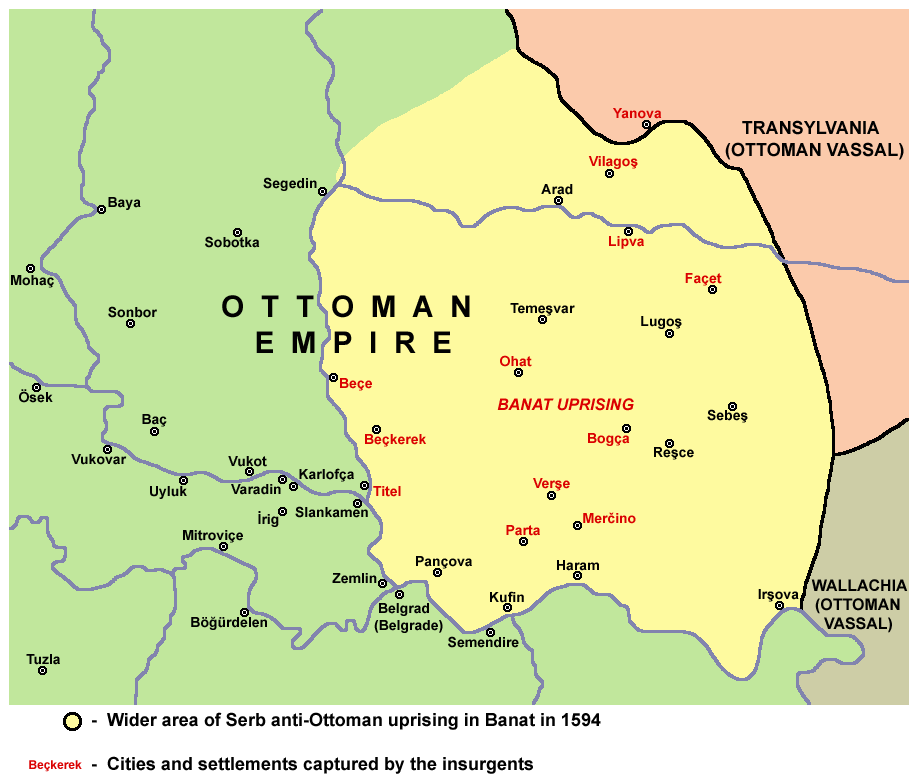
Mappa della rivolta

Gruppi più piccoli di martolosi cristiani ottomani e alcuni sipahi si unirono ai ribelli quando gli eserciti cristiani conquistarono Filek e Nógrád durante l'inverno del 1593-1594. Questi si radunarono alle porte della Transilvania (governata dal vassallo ottomano Zsigmond Báthory), dove numerose bande di aiduchi erano già attive prima della guerra, e ricevettero il sostegno di Đorđe Palotić, ban di Lugoj e Ferenc Geszti, uno dei principali comandanti della Transilvania. All'inizio si presero di mira carovane di mercanti prive di guardie, finché gli aiduchi non crebbero di numero e cominciarono ad attaccare torri solitarie e čardak, piccole costruzioni in legno funzionali alle sentinelle. I raja sottovalutarono la minaccia in un primo momento e in diversi luoghi furono costretti a unirsi alle file dei ribelli quando fu loro ordinato di scegliere tra l'arruolamento e la perdita della proprietà (in alcuni casi, avvennero minacce di morte). Si trattò di un atteggiamento insolito nella storia delle ribellioni, in quanto non si chiedeva di prestare un'adesione spontanea.
A marzo, un gruppo di ribelli guidati da Petar Majzoš incendiò Vršac e derubò la popolazione dei villaggi vicini, per poi ritirarsi in Transilvania. Alla fine di marzo, i ribelli attaccarono e saccheggiarono Bocșa e Margina. Fu durante questa fase che le incursioni dei banditi si trasformarono in una rivolta. Gli scopi dell'insurrezione furono espressi dal clero ortodosso, guidato dal vescovo di Vršac, Teodoro.

## Rivolta

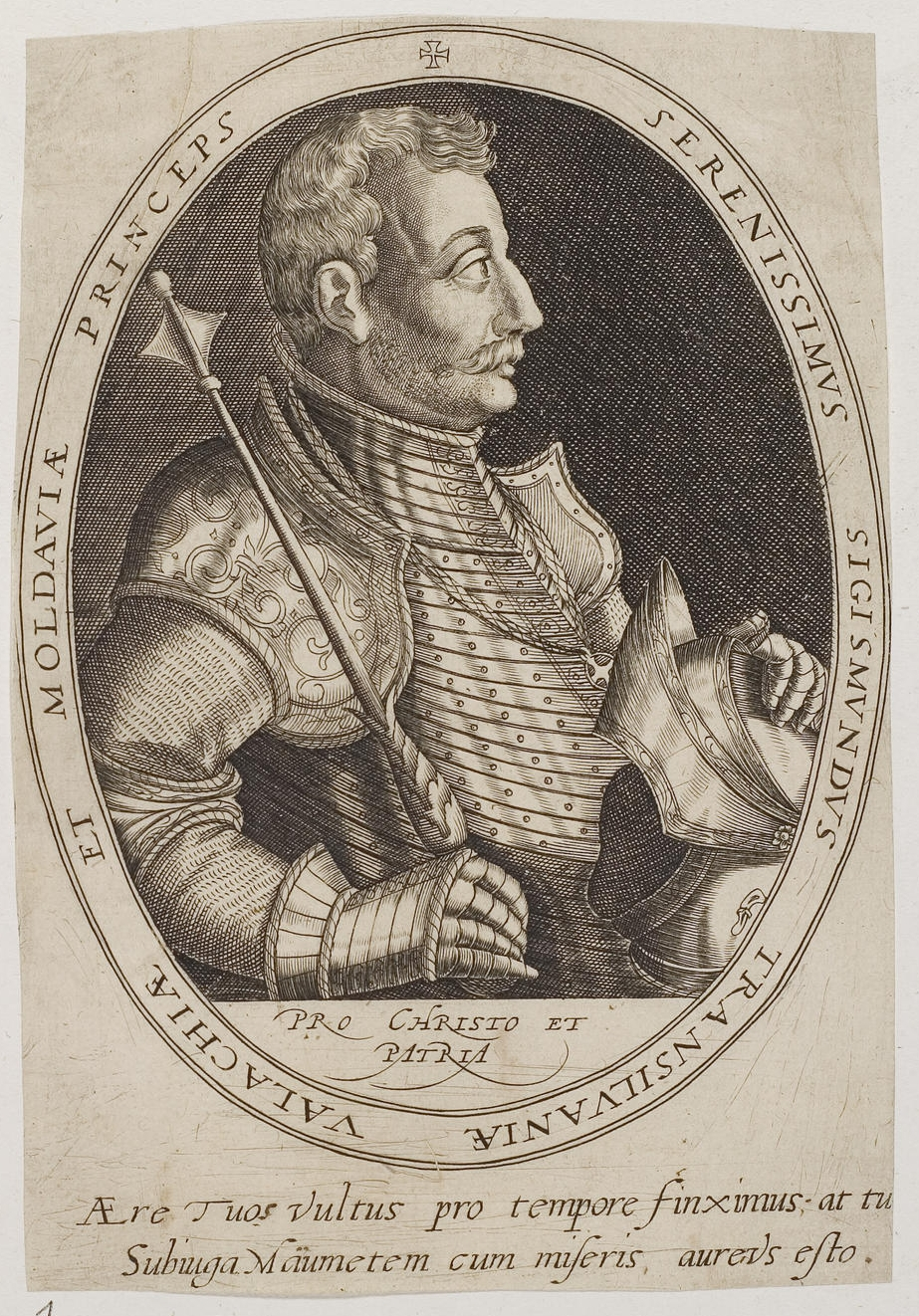
Zsigmond Báthory, il principe transilvano a cui chiesero ausilio i ribelli

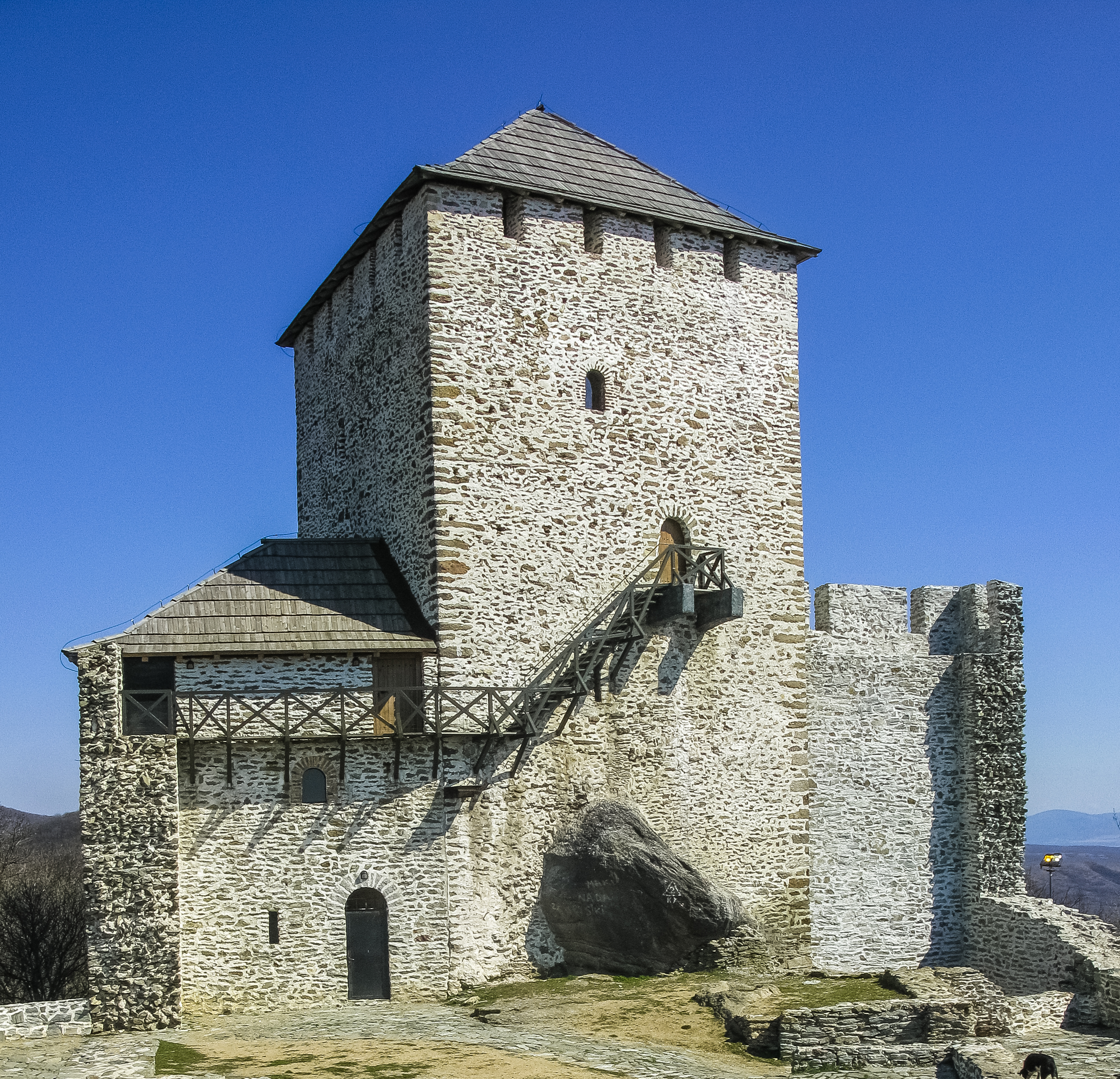
Fortezza di Vršac

Dopo gli avvenimenti nell'area di Vršac, un grande convoglio di navi ottomane con materiale bellico venne attaccato sul lato sirmiano del Danubio, verosimilmente da hajduk sirmiani. In aprile e maggio i ribelli distrussero importanti roccaforti ottomane sulla riva di ponente del Danubio, nel sud del Banato, e V. Krestić sostiene che si trattò dei successi maggiori riportati dai ribelli. Secondo il cronista ottomano Mustafa Selaniki, la ribellione ebbe inizio a Modava, guidata da un cristiano senza nome (identificato come "spahija Vukadin"), un detentore di alcuni ziamet (terre acquisite in virtù della partecipazione a operazioni belliche) con un alto peso nella piramide gerarchica dei sipahi; dopo aver perso il servizio e le terre, si recò da Zsigmond Báthory per poi fare ritorno con diversi ufficiali che lo avrebbero aiutato a fomentare il malcontento e allestire un'organizzazione militare. A metà maggio, il vescovo Teodoro guidò una delegazione finalizzata a chiedere l'appoggio da Zsigmond Báthory, offrendo in cambio dei suoi servigi il trono serbo. Tuttavia, Báthory insistette sulla necessità di sottomettersi al sultano ottomano e non soddisfò le richieste del prelato. Il primo grande successo dei ribelli fu l'attacco a Modava sul Danubio, dove uccisero l'equipaggio ottomano e bruciarono la fortezza della città. Poco più tardi, essi sconfissero il presidio ottomano al molo di Hram e quello della fortezza di legno (Nouă palanka) a Pančevo. Il governo ottomano inviò un esercito di 1 000 uomini tra cavalieri e fanteria quando le notizie sui tafferugli giunsero a Belgrado e Smederevo. Nella battaglia che ne scaturì vicino a Pančevo il 26 maggio 1594, il comandante ribelle Vukadin e 1 000 suoi compagni di battaglia persero la vita: una vecchia nota serba riporta che "Combatterono serbi e turchi (...) [e] molti serbi caddero".
Immediatamente dopo il ritiro delle forze ottomane, i rivoltosi ancora attivi e coloro che avevano precedentemente devastato il posto di Ohat, attaccarono Beçkerek (Zrenjanin), la ricca città costruita dal Gran visir Sokollu Mehmed Pascià (1506-1579) come suo waqf (fondazione pia). Una fonte occidentale afferma che i ribelli avessero conquistato prima di Ohat anche Ineu e Șiria. A Zrenjanin, i ribelli godevano del sostegno della popolazione locale, fattore che causò una rapida sconfitta degli ottomani ancora in zona. Quando i rivoltosi cercarono di andar via non appena raccolto il bottino, i locali si opposero, temendo una rappresaglia ottomana. V. Krestić osserva che gli ottomani credevano si trattasse di un'insurrezione facile da reprimere, come dimostra la nomina di un funzionario minore, l'emin-i nüzül (incaricato della fornitura del grano) Ali Çavuş, il quale fino ad allora aveva incassato straordinari tributi di guerra, in quanto comandante di un distacco del sangiaccato di Smederevo. I membri ottomani che erano con lui furono uccisi vicino a Zrenjanin e Ali Çavuş fu sciolto dal suo incarico una volta tornato a Belgrado. I ribelli saccheggiarono Titel e molti villaggi abitati dai musulmani nei dintorni, uccidendo molti "infedeli" e ammassando quasi tutti i prigionieri in una chiesa per costringerli a convertirsi al cristianesimo, secondo la versione narrata da Mustafa Selaniki.  La popolazione musulmana delle aree limitrofe non coinvolta dagli scontri si ritirò nelle città fortificate. Bloccati a sud e ad est, i pochi musulmani dell'area di Kanjiža si rifugiarono molto probabilmente nell'ex comitato di Csanád ungherese e a Seghedino.
Poiché si prevedeva un attacco ottomano, i ribelli chiesero aiuto alla Transilvania e agli austriaci. Le richieste furono inviate da Vršac e Zrenjanin, a dimostrazione del fatto che si trattasse di due focolai distinti di proteste. All'inizio di giugno, Bathory convocò un incontro a Gyulafehérvár con i suoi baroni per decidere se sostenere i ribelli serbi; l'11 giugno si giunse ad una decisione definitiva, ovvero si scelse di non appoggiare una subordinazione che sarebbe stata sicuramente in futuro stroncata dagli ottomani. Gli scambi diplomatici con la Transilvania tuttavia non cessarono: Palođe Palotić si appropriò degli armamenti mandati ai ribelli e li incoraggiò a continuare a combattere; in seguito giurò che Báthory sarebbe sicuramente giunto al loro fianco. Il 13 giugno da Vršac, il vescovo Teodoro, Sava Temišvarac e Velja Mironić promisero in vece di tutti i sipahi fedeli, in ginocchio e "a nome di tutto il mondo serbo", di servire fedelmente il sovrano della Transilvania, in una lettera spedita a Mózes Székely, futuro principe di Transilvania nel 1603, in quel momento comandante della frontiera. Nel frattempo, il gruppo di Zrenjanin chiese protezione alla corte viennese per mezzo di Racorđe Rac, arrivato a Hatvan il 10 giugno. Rac incontrò personalmente il generale Teuffenbach e poi anche l'arciduca Mattia a Esztergom. Gli austriaci inviarono due piccoli distaccamenti, uno dei quali fu ucciso dai tatari di Crimea lungo la strada, mentre il sostegno della Transilvania si ridusse al solo invio di ufficiali e incitamento morale.
 Nel frattempo, la sorte sul fronte mutò notevolmente a favore degli ottomani. L'arrivo dei tatari di Crimea guidati dal khan Ğazı II Giray costrinse gli eserciti cristiani ad annullare il proseguimento degli assedi di Esztergom e Hatvan e ritirarsi nell'Alta Ungheria. Questo evento spinse il Gran visir Koca Sinan Pascià a focalizzare la sua attenzione sul Banato. Una volta nominato Mehmed Pascià, beylerbey (signore) dell'Anatolia, gli fu subito assegnato il comando di un esercito composto da truppe degli eyalet di Anatolia e Karaman, e anche da 3000 giannizzeri incaricati specificatamente di occuparsi dei ribelli a Zrenjanin. Quando vennero riferiti aggiornamenti sulla diffusione della rivolta nell'area di Temeşvar (Timișoara), a Mustafa Pascià, beylerbey di Temeşvar, fu ordinato di dirigersi immediatamente da Buda verso il Banato. Incapaci di allestire un'adeguata resistenza, i serbi vennero sconfitti il 10 luglio 1594.

## Conseguenze
Le rappresaglie ottomane successive furono finalizzate a scoraggiare nuove proteste. Dopo le battaglie vetificatesi a Zrenjanin, l'esercito saccheggiò e bruciò i villaggi fino al fiume Mureș, nella regione nota come Pomorišje. Molti insediamenti furono abbandonati e mai ricostruiti, poiché la popolazione fu o uccisa, fatta schiava o fuggì in Transilvania e nella parte ungherese in mano agli Asburgo. L'anno successivo, il 1595, i tatari di Crimea trascorsero l'inverno nell'Eyalet di Temeşvar, causando nuovi saccheggi e schiavitù: la situazione divenne a tal punto drammatica che, secondo le fonti coeve, si poteva non incontrare nessuna persona in tre giorni di cammino. Il proseguimento della lunga guerra turca comportò inoltre la proroga delle gabelle imposte già nel biennio immediatamente antecedente.
Nel 1596 scoppiò una nuova rivolta serba nella parte orientale del sangiaccato dell'Erzegovina, capeggiata dalla chiesa ortodossa regionale ma che non durò a lungo per via della mancanza di sostegno straniero, nonostante le richieste ancora una volta presentate agli stati cristiani europei.

## Bruciatura delle reliquie di San Sava

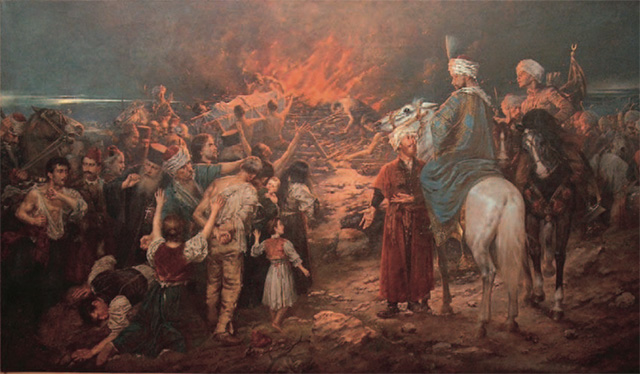
Il rogo delle reliquie di San Sava da parte degli ottomani in un dipinto di Stevan Aleksić (1912)

Non è chiaro quando i resti di Sava di Serbia furono portati a Belgrado al fine di essere inceneriti: è plausibile che ciò accadde durante la rivolta o un anno dopo. Per scopi deterrenti, il Gran visir Koca Sinan Pascià ordinò che la bandiera verde del profeta Maometto fosse portata da Damasco per contrastare la bandiera serba (su cui era riportata la figura di Sava), così come il sarcofago e le reliquie di San Sava, situati nel monastero di Mileševa. Per eseguire questi ultimi due compiti fu nominato un convoglio militare a Belgrado che lungo la strada si macchiò di diversi omicidi, finalizzati anch'essi a incutere timori nella popolazione locale. Il 27 aprile, gli ottomani incenerirono pubblicamente le reliquie di San Sava su una pira sulla collina di Vračar e ne sparsero le ceneri.
L'arcivescovo Sava aveva fondato la Chiesa ortodossa serba, la legge ecclesiastica serba e la letteratura nazionale ed è stato paragonato a ciò che Buddha è per il buddismo. Fu canonizzato come autore di miracoli e il suo culto religioso fu assimilato nelle credenze popolari in epoca ottomana. La venerazione delle sue reliquie creò tensione tra i serbi e gli ottomani occupanti. Nel 1774, Sava fu proclamato santo patrono di tutti i serbi. Nel XIX secolo il culto fu ripreso nel contesto del nazionalismo con la prospettiva dell'indipendenza dagli ottomani, "rappresentando e riproducendo potenti immagini di un'età d'oro nazionale, della riconciliazione e unificazione nazionali e del martirio per la chiesa e la nazione". Dopo che la Serbia ottenne la piena indipendenza, fu progettata una cattedrale dedicata al santo, rientrante nei piani di ammodernamento di Belgrado. Sebbene la commissione atta alla costruzione della chiesa fosse stata incaricata nel 1895, la realizzazione del progetto, basato su Gračanica e Santa Sophia, iniziò solo nel 1935. La costruzione si interruppe durante la seconda guerra mondiale e il dominio comunista, per poi essere riavviata nel 1984; a partire dal 2010, la parte esterna è stata ultimata, ma lo stesso discorso non vale per l'interno. Il sito in cui furono bruciate le reliquie di San Sava, l'altopiano di Vračar, ospita oggi la biblioteca nazionale serba e il tempio di San Sava, dedicato al santo nel XX secolo. Da dove è stata eretta, la chiesa domina sul paesaggio urbano di Belgrado ed è diventata un simbolo nazionale.

## Lascito
La portata della rivolta è illustrata in un poema epico serbo: "Sva se butum zemlja pobunila, sest stotina podiglo se sela, svak na cara pušku podigao" ("tutto il paese si è ribellato, seicento villaggi si sono alzati, ognuno punta la sua pistola contro il sultano").
Lo stemma cittadino di Vršac, registrato per la prima volta nel 1804, include una testa turca decapitata su una sciabola sopra la fortezza di Vršac, che si ritiene celebri la vittoria di Janko Halabura nel 1594.
Il vescovo Teodoro fu canonizzato il 29 maggio 1994 come ieromartire (sveštenomučenik), con la sua festa del 16 maggio. Nel 2009 la piazza centrale di Vršac fu chiamata "San Teodoro di Vršac". Il 28 ottobre 2012 è stata collocata una targa commemorativa nella chiesa dedicata a San Michele Arcangelo a Zrenjanin, in onore di Teodoro e dei ribelli. Nella chiesa è visibile una cappella su cui è riportata croce commemorativa su sfondo rosso con l'immagine di San Sava.